# Central Park
Central Park je javni park u centru Manhattana u New Yorku, Sjedinjene Američke Države. 
U Central Park dođe između 37,5 i 38 milijuna posjetitelja godišnje, pa je najposjećeniji gradski park u Americi. Izgradnja je počela 1859., a završila se 1873. godine. Površina parka je 3,4 km². Central park je dugačak 4 km između 59 ulice i 110 ulice, a širok 0,8 km između Pete avenije i Central Park Zapada. Park je potpuno uređen, iako je veći dio prirodan. Sadrži nekoliko prirodnih jezera (npr. Harlem Meer) i ribnjaka, širokih staza za šetnju, jahačku stazu, dva klizališta (od kojih je jedno plivački bazen tijekom ljeta), zoološki vrt, stakleni vrt, rezervat za životinje, veliku površinu s drvećem i drugo.

## Vanjske poveznice
Službene stranice
- NYC Department of Parks & Recreation
- Central Park Conservancy
- Central Park Police Precinct